# Ciszyca (Sainte-Croix)
Pour les articles homonymes, voir Ciszyca.
Ciszyca est une localité polonaise de la gmina de Koprzywnica, située dans le powiat de Sandomierz en voïvodie de Sainte-Croix.